# Ayenia odonellii
Ayenia odonellii är en malvaväxtart som beskrevs av Cristobal. Ayenia odonellii ingår i släktet Ayenia och familjen malvaväxter. Inga underarter finns listade i Catalogue of Life.